# Paillé
Paillé ist eine französische Gemeinde mit 327 Einwohnern (Stand: 1. Januar 2022) im Département Charente-Maritime in der Region Nouvelle-Aquitaine (vor 2016: Poitou-Charentes); sie gehört zum Arrondissement Saint-Jean-d’Angély und zum Kanton Matha. Die Einwohner werden Pallaciens und Pallaciennes genannt.

## Geographie
Paillé liegt etwa 70 Kilometer ostsüdöstlich von La Rochelle in der Saintonge. Das Gemeindegebiet wird vom Flüsschen Padôme durchquert, an der nördlichen Grenze verläuft die Saudrenne. Umgeben wird Paillé von den Nachbargemeinden Rives-de-Boutonne im Norden, Aulnay im Norden und Nordosten, Cherbonnières im Osten, Saint-Pierre-de-Juillers im Süden sowie Les Églises-d’Argenteuil im Westen.

## Bevölkerungsentwicklung
| Jahr                       | 1962 | 1968 | 1975 | 1982 | 1990 | 1999 | 2006 | 2019 |
| Einwohner                  | 420  | 442  | 407  | 375  | 333  | 366  | 340  | 322  |
| Quellen: Cassini und INSEE |      |      |      |      |      |      |      |      |

## Sehenswürdigkeiten
- Kirche Saint-Georges aus dem 12. Jahrhundert, Umbauten aus dem 15. Jahrhundert

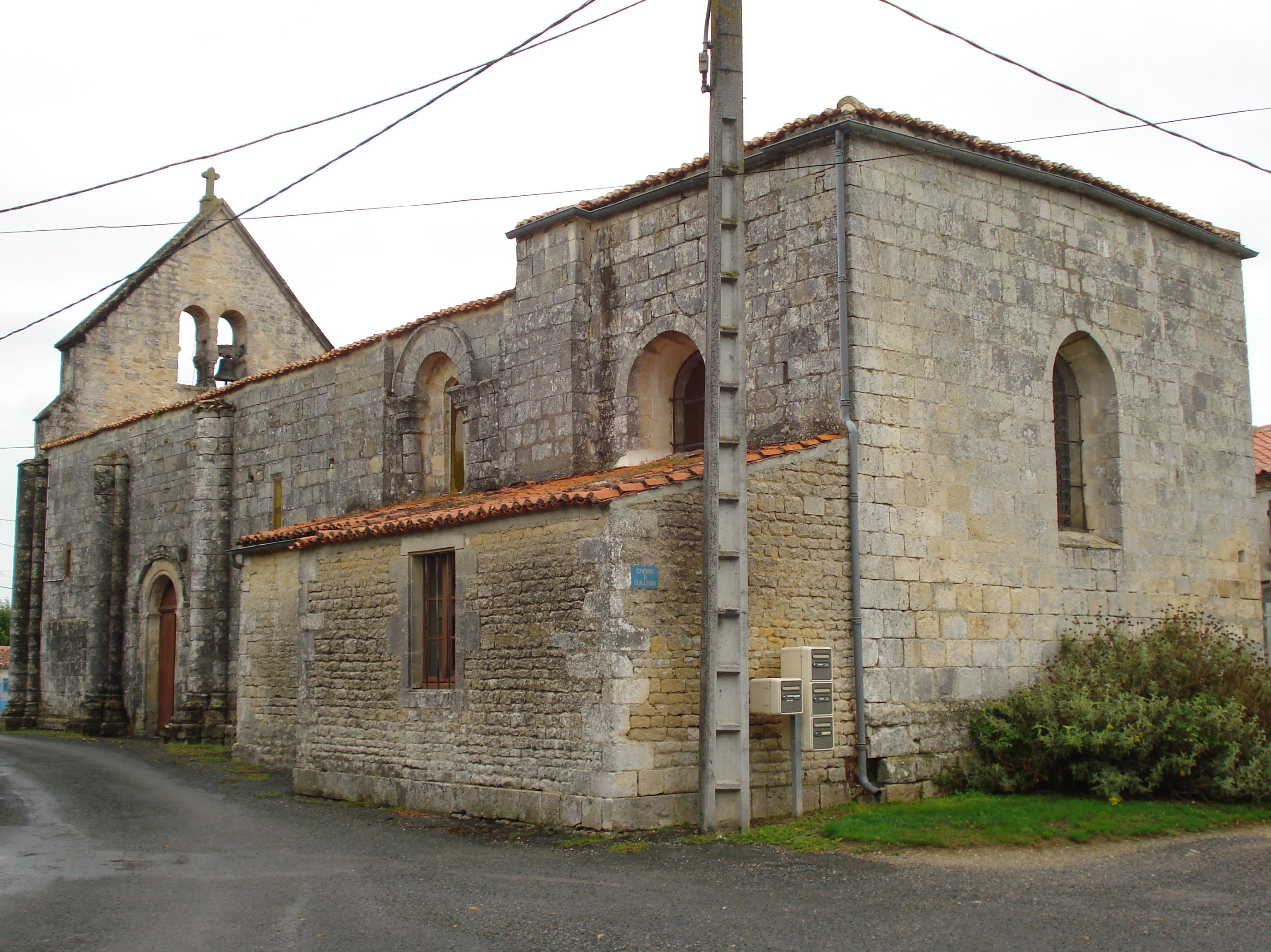
Kirche Saint-Georges
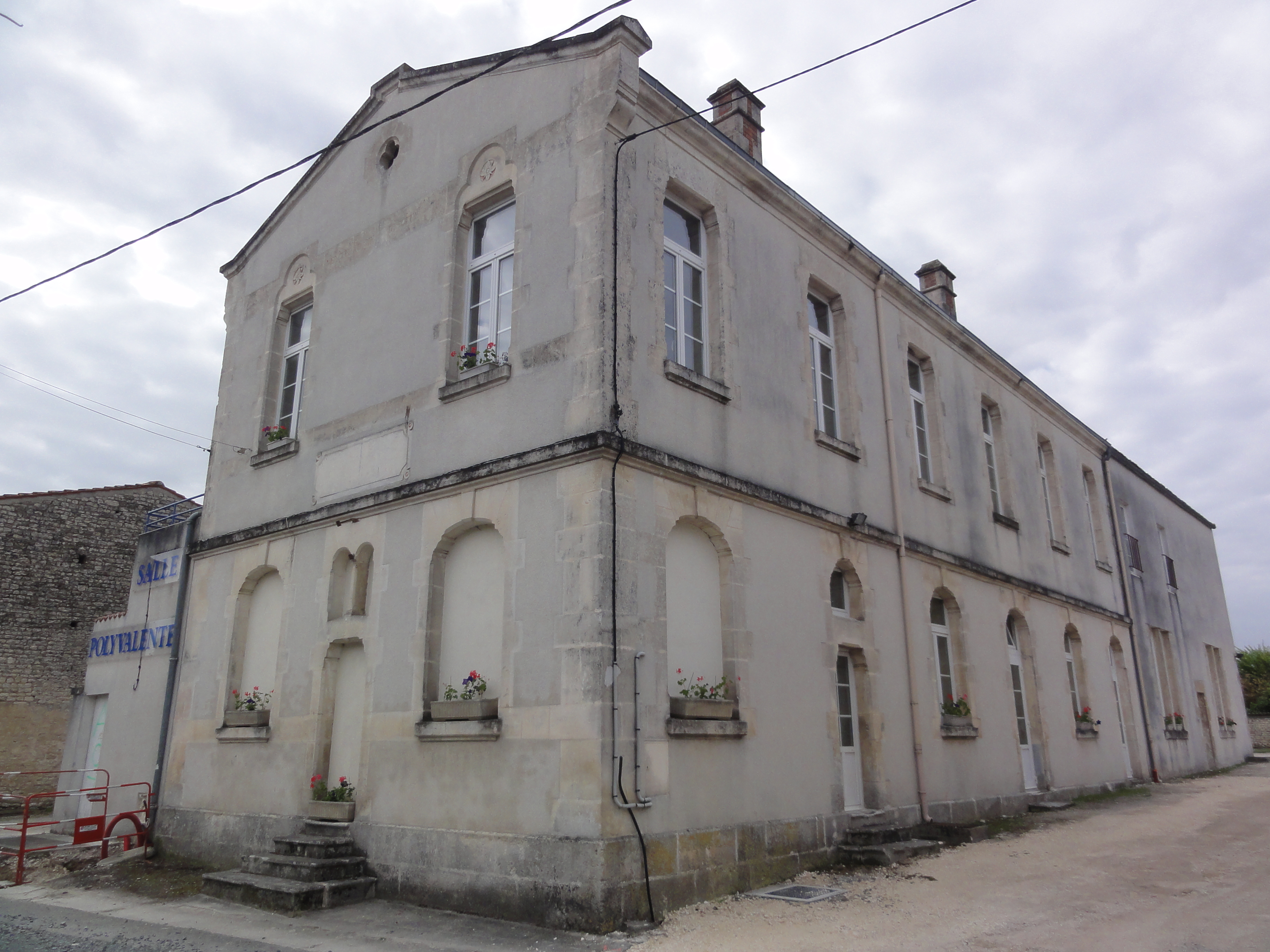
Ehemaliges Schulhaus, heute Gemeindefestsaal